# حفظ جان
حفظ جان یا حفظ خود (انگلیسی: Self-preservation) رفتار یا مجموعه‌ای از رفتارهایی است که بقای یک موجود زنده را تضمین می‌کند و تصور می‌شود که در بین همه موجودات زنده جهانی وجود دارد. برای ارگانیسم‌های حساس، درد و ترس بخش جدایی‌ناپذیر این مکانیسم هستند. درد به فرد انگیزه می‌دهد تا از موقعیت‌های آسیب‌رسان کناره‌گیری کند، از قسمت آسیب‌دیده بدن در حین بهبودی محافظت کند و از تجربه‌های مشابه در آینده اجتناب کند. بیشتر دردها به محض برداشتن محرک دردناک و بهبودی بدن به سرعت برطرف می‌شوند، اما گاهی درد با وجود برداشتن محرک و بهبود ظاهری بدن ادامه می‌یابد. و گاهی درد در غیاب هر گونه محرک، آسیب یا بیماری قابل تشخیص ایجاد می‌شود. ترس باعث می‌شود که ارگانیسم به دنبال ایمنی باشد و ممکن است باعث ترشح آدرنالین شود. که اثر افزایش قدرت و افزایش حواس مانند شنوایی، بویایی و بینایی دارد. «حفظ خود» ممکن است به صورت مجازی نیز تفسیر شود، با توجه به مکانیسم‌های مقابله ای که فرد برای جلوگیری از آسیب‌های عاطفی از تحریف ذهن نیاز دارد (به سازوکار دفاعی مراجعه کنید.
حتی ساده‌ترین موجودات زنده (مثلاً باکتری‌های تک سلولی) معمولاً تحت فشار انتخابی شدیدی هستند تا پاسخی ایجاد کنند که در صورت وجود چنین محیطی به جلوگیری از یک محیط آسیب‌رسان کمک می‌کند. موجودات زنده همچنین در حین سازگاری - حتی در حال رشد - در یک محیط خوش‌خیم تکامل می‌یابند (به عنوان مثال، یک اسفنج دریایی ساختار خود را در پاسخ به تغییرات فعلی تغییر می‌دهد تا مواد مغذی را بهتر جذب و پردازش کند). بنابراین حفظ خود یک نشانه تقریباً جهانی از زندگی است. با این حال، هنگامی که با یک تهدید جدید معرفی می‌شوند، بسیاری از گونه‌ها پاسخی برای حفظ خود خواهند داشت یا خیلی تخصصی یا به اندازه کافی تخصصی نیستند تا بتوانند با آن تهدید خاص مقابله کنند. دودو، که در غیاب شکارچیان طبیعی تکامل یافت و از این رو فاقد پاسخ مناسب و حفاظت از خود به شکارهای سنگین توسط انسان‌ها و موش‌ها بود و هیچ ترسی از آنها نشان نمی‌داد.
حفظ خود اساساً فرآیندی است که یک موجود زنده از آسیب یا کشته شدن خود جلوگیری می‌کند و در اکثر موجودات غریزی اساسی محسوب می‌شود. بیشتر آن را «غریزه بقا» می‌نامند. تصور می‌شود که حفظ خود با سازگاری تولید مثل ارگانیسم مرتبط است و می‌تواند کم و بیش بر اساس پتانسیل تولید مثل درک شده وجود داشته باشد. اگر پتانسیل باروری درک شده به اندازه کافی کم باشد، رفتار خود تخریبی (یعنی برعکس) در گونه‌های اجتماعی غیر معمول نیست. برخی نیز حفظ نفس را مبنای تفکر و رفتار عقلانی و منطقی می‌دانند.

## بررسی اجمالی
سازگاری یک موجود زنده با توانایی آن در انتقال ژن‌هایش اندازه‌گیری می‌شود. ساده‌ترین راه برای انجام این کار زنده ماندن تا سنین باروری، جفت‌گیری و سپس بچه دار شدن است. این فرزندان حداقل بخشی از ژن‌های والدین خود را دارند، تا تمام ژن‌های والدین در موجودات غیرجنسی. اما برای اینکه این اتفاق بیفتد، یک ارگانیسم باید ابتدا به اندازه کافی زنده بماند تا تولید مثل کند، و این عمدتاً شامل اتخاذ رفتارهای خودخواهانه است که به موجودات اجازه می‌دهد شانس خود را برای بقا به حداکثر برسانند.

## رفتار خود ویرانگر
حیوانات در یک گروه اجتماعی (خویشاوندان) اغلب به منظور زنده ماندن با یکدیگر همکاری می‌کنند، اما وقتی یکی از اعضا خود را برای مدت طولانی به عنوان باری در نظر می‌گیرد، ممکن است مرتکب رفتارهای خود تخریبی شود. این به بستگانش امکان می‌دهد شانس بیشتری برای بقا داشته باشند، و اگر بستگان نزدیک کافی زنده بمانند، ژن‌های آن به‌طور غیر مستقیم منتقل می‌شود. این رفتار دقیقاً در جهت مخالف غریزه بقا عمل می‌کند و می‌توان آن را یک رفتار بسیار نوع‌دوستانه در نظر گرفت که از یک گروه تعاونی تکامل یافته‌است. رفتار خود ویرانگر با رفتار مخاطره‌آمیز یکسان نیست (به زیر در مفاهیم اجتماعی مراجعه کنید)، اگرچه رفتار مخاطره‌آمیز می‌تواند به رفتار مخرب تبدیل شود.

## پیامدهای اجتماعی
میل به حفظ خود منجر به قوانین و مقررات بی‌شماری پیرامون فرهنگ ایمنی در جامعه شده‌است. قوانین کمربند ایمنی، محدودیت سرعت، مقررات ارسال پیامک و کمپین «خطر غریبه» نمونه‌هایی از راهنماها و مقررات اجتماعی برای افزایش بقا هستند، و این قوانین به شدت تحت تأثیر پیگیری حفظ خود هستند.

## اثرات اقتصادی
حفظ خود حیوانات را ترغیب می‌کند تا انرژی و منابع مورد نیاز برای افزایش طول عمر و همچنین منابعی را که شانس بقا را افزایش می‌دهند جمع‌آوری کنند. نیازهای اساسی برای اکثر انسان‌ها (تقریباً ۷ نفر از ۸ نفر)  معمولاً نسبتاً ارزان است. غریزه ای که انسان‌ها را به جمع‌آوری منابع سوق می‌دهد، اکنون آنها را به سمت مصرف بیش از حد یا الگوهای جمع‌آوری و تملک سوق می‌دهد که اساساً احتکار منابع را در اولویت قرار می‌دهد.